# 더블 클러치
《더블 클러치》(Double Clutch)는 한국에서 제작된 안국진 감독의 2011년 영화이다. 송삼동 등이 주연으로 출연하였다.

## 출연

### 주연
- 송삼동
- 김규남
- 곽도원

## 기타
- 조감독: 최성진